# Гано, Зиньо
Зиньо Гано (нидерл. Zinho Gano; родился 13 октября 1993 года в Сент-Катьелин-Вавер, Бельгия) — бельгийский футболист, нападающий клуба «Зюлте-Варегем» и сборной Гвинеи-Бисау.
Отец Зиньо из Гвинея-Бисау, а мать бельгийка.

## Клубная карьера
Гано — воспитанник клуба «Брюгге». В 2011 году он был включён в заявку основной команды. В 2013 году для получения игровой практики Зиньо на правах аренды перешёл в «Ломмел Юнайтед». 31 августа в матче против «Серена» он дебютировал во Втором дивизионе Бельгии. В этом же поединке Гано забил свой первый гол за «Ломмел Юнайтед». Летом 2014 года Зиньо вновь был отдан в аренду, его новой командой стал «Мускрон-Перювельз». 27 июля в матче против «Андерлехта» он дебютировал в Жюпиле лиге. 4 апреля 2015 года в поединке против «Вестерло» Гано сделал хет-трик, забив свои первые голы за «Мускрон-Перювельз».
Летом 2015 года Зиньо покинул «Брюгге» и подписал контракт с клубом «Васланд-Беверен». 26 июля в матче против «Андерлехта» он дебютировал за новую команду. 1 августа в поединке против «Кортрейка» Гано забил свой первый гол за «Васланд-Беверен».
Летом 2017 года Зиньо перешёл в «Остенде». В матче против «Эйпена» он дебютировал за новую команду. 27 августа в поединке против «Антверпена» Гано забил свой первый гол за «Остенде». Летом 2018 года Зиньо перешёл в «Генк». 29 июля в матче против «Локерена» он дебютировал за новый клуб. 12 мая 2019 года в поединке против «Брюгге» Гано забил свой первый гол за «Генк». По итогам сезона он помог клубу выиграть чемпионат.
В 2019 году Зиньо был арендован «Антверпеном». 21 сентября в матче против «Серкль Брюгге» он дебютировал за новый клуб. 24 ноября в поединке против «Гента» Гано забил свой первый гол за «Антверпен». В 2021 году Зиньо на правах аренды перешёл в «Кортрейк». 27 января в матче против «Беерсхота» он дебютировал за новый клуб. 5 февраля в поединке против «Мускрон-Перювельз» Гано забил свой первый гол за «Кортрейк».
Летом 2021 года Гано перешёл в «Зюлте-Варегем». 24 июля в матче против «Ауд-Хеверле Лёвен» он дебютировал за новую команду. 7 августа в поединке против «Сент-Трюйдена» Зиньо сделал «дубль», забив свои первые голы за «Зюлте-Варегем».

## Международная карьера
23 марта 2022 года в товарищеском матче против сборной Экваториальной Гвинеи Гано дебютировал за сборную Гвинеи-Бисау. 26 марта в поединке против сборной Анголы он забил свой первый гол за национальную команду.
В 2024 году Гано принял участие в Кубке Африки 2023 в Кот-д’Ивуаре. На турнире он сыграл в матче против сборной Нигерии.

### Голы за сборную Гвинеи-Бисау
| #   | Дата          | Место                            | Противник           | Счёт | Результат | Соревнование                   |
| --- | ------------- | -------------------------------- | ------------------- | ---- | --------- | ------------------------------ |
| 01. | 26 марта 2022 | 11 ноября, Бенгела, Ангола       | Ангола              | 0:1  | 2:3       | Товарищеский матч              |
| 02. | 9 июня 2022   | Адрар, Агадир, Марокко           | Сан-Томе и Принсипи | 2:1  | 5:1       | Кубок Африки 2023 квалификация |
| 03. | 9 июня 2022   | Адрар, Агадир, Марокко           | Сан-Томе и Принсипи | 3:1  | 5:1       | Кубок Африки 2023 квалификация |
| 04. | 14 июня 2023  | 24 сентября, Бисау, Гвинея-Бисау | Сан-Томе и Принсипи | 0:1  | 0:1       | Кубок Африки 2023 квалификация |

## Достижения
Клубные
 «Генк»
- Победитель Жюпиле лиги — 2018/2019